# Port lotniczy Reconquista
Port lotniczy Reconquista (IATA: RCQ, ICAO: SATR) – port lotniczy położony w Reconquista, w prowincji Santa Fe, w Argentynie.